# Gustaw Kaleński
Gustaw Kamil Kaleński, ps. Czajkowski (ur. 1885 w Ryznie k. Żytomierza, zm. 29 maja 1943 w Warszawie) – polski historyk, archiwista, kapitan Wojska Polskiego w st. sp.

## Życiorys
Trudna sytuacja rodzinna nie pozwoliła mu ukończyć studiów, był tylko wolnym słuchaczem Wydziału Filozoficznego Uniwersytetu Jagiellońskiego.
Przed I wojną światową był jednym z najbardziej znanych narciarzy (ps. Tate) oraz działaczy narciarskich i ochrony przyrody, uprawiał też wspinaczkę wysokogórską. Od 1909 był członkiem Sekcji Narciarskiej Towarzystwa Tatrzańskiego (do 1911 zw. Zakopiańskim Oddziałem Narciarzy TT), od 1910 w jej zarządzie (w latach 1910–1912 sekretarzem, potem bibliotekarzem). Był również członkiem Sekcji Turystycznej (od 1909), Sekcji Przyrodniczej (od 1911), Sekcji Ludoznawczej (w 1911–1912 w zarządzie) i Sekcji Ochrony Tatr (w 1912–1913 w zarządzie). Zajmował się także znakowaniem szlaków narciarskich w Tatrach.
W czasie I wojny światowej walczył w Legionach Polskich (1914–1917). Potem był członkiem Polskiej Organizacji Wojskowej.
W latach 1919–1921 pracował w Adiutanturze Generalnej Naczelnego Wodza oraz w Kancelarii Cywilnej Naczelnika Państwa. W 1921 zaczął pracę w Centralnym Archiwum Wojskowym, potem, od 1926 kierował archiwum Wojskowego Biura Historycznego. Po zamachu majowym przeszedł w stan spoczynku w służbie wojskowej (w 1927) i rozpoczął pracę jako kierownik archiwum Państwowego Banku Rolnego.
Był związany z Wydziałem Archiwów Państwowych, prowadził m.in. wykłady na kursach archiwalnych, co zaowocowało ważnymi publikacjami: Brakowanie akt (1934) oraz Prowadzenie składnicy akt. Wskazówki praktyczne (1937).
W czasie okupacji hitlerowskiej działał w ZWZ i AK, od 1941 pracował w Wojskowym Biurze Historycznym. 
Został aresztowany z żoną Weroniką z d. Klucz, i wraz z nią rozstrzelany 29 maja 1943 w masowej egzekucji więźniów Pawiaka, którą przeprowadzono w ruinach getta warszawskiego. Jedyny ich syn Jan Andrzej (ur. 1923), aresztowany przez Niemców zginął w obozie Groß-Rosen.

## Ordery i odznaczenia
- Krzyż Niepodległości (7 lipca 1931)[4]
- Krzyż Walecznych
- Srebrny Krzyż Zasługi (16 marca 1928)[5]